# Fabio Battesini
Fabio Battesini (Virgilio, 19 februari 1912 - Rome, 17 juni 1987) was een Italiaans wielrenner.

## Belangrijkste overwinningen
1931
- 3e etappe Ronde van Frankrijk

1933
- Milaan-Mantua

1934
- 15e etappe Ronde van Italië

1935
- Giro della provincia Milano

1936
- 4e etappe Ronde van Italië

## Resultaten in voornaamste wedstrijden
| Jaar | Ronde van Italië | Ronde van Frankrijk | Ronde van Spanje |
| ---- | ---------------- | ------------------- | ---------------- |
| 1931 |                  | 30e (1)             |                  |
| 1932 | 33e (1)          |                     |                  |
| 1933 | opgave           | opgave              |                  |
| 1934 | 22e (1)          |                     |                  |
| 1936 | 42e (1)          |                     |                  |
| 1937 | opgave           |                     |                  |
| 1938 | opgave           |                     |                  |

(*) tussen haakjes aantal individuele etappe-overwinningen